# 加莱里亚
加莱里亚（法語：Galéria，法語發音：[ɡaleʁja]；意大利语）是法国上科西嘉省的一个市镇，属于卡尔维区。

## 地理
加莱里亚（42°24'34"N, 8°38'55"E）面积135.16 平方千米，位于法国上科西嘉省，该省份位于科西嘉北部，后者为地中海西部的一座岛屿，也是法国的一个单一领土集体，位于法国大陆部分的东南面，意大利半島的西面，最临近的地块是撒丁岛。
与加莱里亚接壤的市镇（或旧市镇、城区）包括：卡伦扎纳、奥萨尼、帕尔蒂内洛。

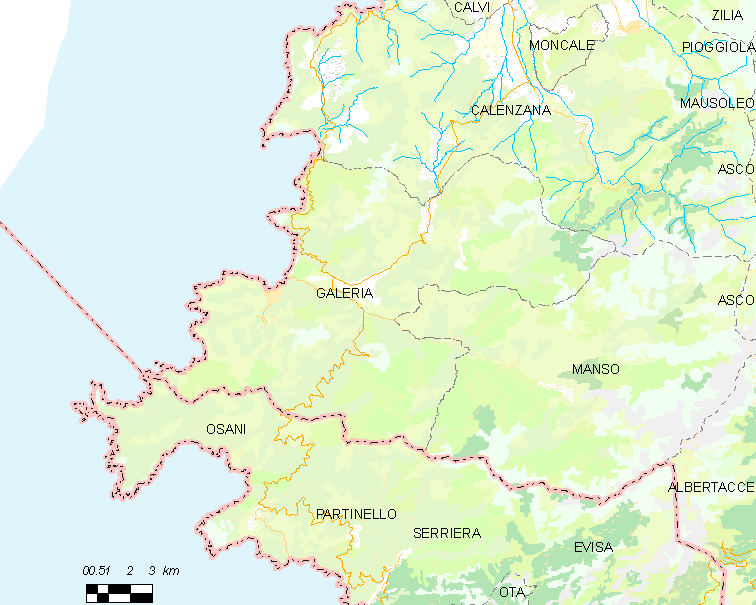
加莱里亚的OSM定位图

加莱里亚的时区为UTC+01:00、UTC+02:00（夏令时）。

## 行政
加莱里亚的邮政编码为20245，INSEE市镇编码为2B121。

## 政治
加莱里亚所属的省级选区为卡尔维县。

## 人口

1962-2008年间加莱里亚人口变化图示

加莱里亚于2022年1月1日时的人口数量为388人。